# Carlos Bocanegra
Carlos Manuel Bocanegra (Alta Loma, Kalifornia, 1979. május 25. –) amerikai válogatott labdarúgó.

## Pályafutás
Édesapja mexikói származású. Az egyetemi évei után 2000-ben került az amerikai bajnokságba, a Chicago Fire szerződtette. Valósággal berobbant a köztudatba a kiváló felépítésű védő, ő lett az év újonca, majd 2002-ben és 2003-ban is beválasztották az év csapatába. 2004 januárjában került Angliába, a Fulham szerezte meg az akkor már amerikai válogatott játékost. A 2006–07-es szezonban csapatában a második legtöbb gólt (5-öt) szerezte honfitársa, Brian McBride mögött. 2007. szeptember 1-jén először volt csapatkapitánya a Fulham-nek, két héttel később pedig lejátszotta 100. Premier League meccsét. 2008-ban igazolt a francia Rennes csapatába, ahol 38-szor lépett pályára a francia ligában ahol 1 gólt szerzett.

## Válogatott
Az amerikai válogatottban 2001. december 9-én mutatkozott be Dél-Korea ellen. A 2006-os vb-n a csoportmeccsek során kétszer volt kezdő a balhátvéd posztján. 2007-ben volt először csapatkapitánya a nemzeti csapatnak.